# NGC 4795
NGC 4795 је спирална галаксија у сазвежђу Девица која се налази на NGC листи објеката дубоког неба.
Деклинација објекта је + 8° 3' 58" а ректасцензија 12h 55m 2,8s. Привидна величина (магнитуда) објекта NGC 4795 износи 12,2 а фотографска магнитуда 13,1. NGC 4795 је још познат и под ознакама UGC 8037, MCG 1-33-24, CGCG 43-64, KCPG 359A, NPM1G +08.0305, PGC 43998.